# Waza (ville)
Pour les articles homonymes, voir Waza (homonymie).
Waza est une commune du Cameroun située dans la région de l'Extrême-Nord et le département du Logone-et-Chari, à proximité de la frontière avec le Nigeria. Cette commune est connue pour son parc national.

## Population
Lors du recensement de 2005, la commune comptait 15 013 habitants, dont 5 646 pour Waza Ville.

## Structure administrative de la commune
Outre Waza proprement dit, la commune comprend notamment les localités suivantes :
- Amtalia
- Ardebe
- Bilé I
- Bilé II
- Blangou I
- Blangou II
- Chaoudé
- Douvoul
- Gamalari
- Gnam-Gnam
- Gouloundouma
- Goulouzivini
- Gouro-Gouro I
- Gouro-Gouro II
- Gouro-Gouro III
- Gouzonal
- Guiné Guiné
- Kabé I
- Kabé II
- Kidjimé
- Kouka
- Koulia
- Koumarka
- Lareski
- Layouna
- Mada I
- Mada II
- Madaweha
- Malia
- Mamani
- Michédiré
- Mizigli
- Ndaga
- Ngamé
- Ndiguina I
- Ndiguina II
- Ndjamena I
- Ndjamena II
- Oulzoumé I
- Oulzoumé II
- Salé
- Tagawa I
- Tagawa II
- Tchounkoul I
- Tchounkoul II
- Toukoumaya
- Zigagué
- Zigué

## Éducation
Waza est doté d'un lycée public général qui accueille les élèves de la 6e à la Terminale.